# بوگی‌من
بوگی‌من (انگلیسی: The Boogeyman؛ زادهٔ ۱۵ ژوئیهٔ ۱۹۶۴) بازیگر سینما، و کشتی‌گیر کشتی حرفه‌ای اهل ایالات متحده آمریکا است.
از فیلم‌ها یا برنامه‌های تلویزیونی که وی در آن نقش داشته است می‌توان به ترانسپورتر ۲، جایگزینها اشاره کرد کشتی کج و آمادگی جسمانی مربی. او در حال حاضر با قرارداد دارد دبلیودبلیوئی تحت قرارداد افسانه‌ها.رایت در سال ۲۰۰۴ وارد کشتی حرفه‌ای شد اما مدت کوتاهی پس از کنار گذاشته شدن به دلیل سنش، در سال ۲۰۰۵ به منطقه توسعه‌ای کشتی دره اوهایو فرستاده شد جایی که او بعداً به عنوان «بوگی‌من»، یک کشتی‌گیر با تم ترسناک، فعالیت خود را آغاز کرد که صورتش قرمز رنگ شده بود و از طریق حریفانش کرم می‌خورد. پس از پایان دوران حضورش در WWE در سال ۲۰۰۹.

## حرفه ای کشتی
سرگرمی‌های کشتی کج جهانی (۲۰۰۴–۲۰۰۹)
تاف ایناف و اوهایو ولی رسلینگ (۲۰۰۴–۲۰۰۵)
رایت برای اولین بار وارد دنیای کشتی حرفه‌ای شد تا در فصل چهارم برنامه تلویزیونی واقع‌نمای تولید شده توسط شرکت سرگرمی کشتی جهانی (WWE) شرکت کند. تلویزیون واقع‌نما، ونیز (لس آنجلس).

## زندگی شخصی
از سال ۲۰۱۸، رایت به عنوان مربی تناسب اندام در دنور، کلرادو مشغول به کار بود,رایت تسهیلات آموزشی خود را دارد، بولدر (کلرادو),و از آنجا او مرتباً فیلم‌هایی را برای خودش منتشر می‌کند و به دیگران کمک می‌کند تا وزن خود را کاهش دهند و شکل مناسب را بدست آورند.

## مسابقات و دستاوردها

### فدراسیون کشتی در آلاباما
قهرمانی AWF برای تیم های زناشویی (یک بار) -بابی لشلی 
- نشریه PWI
- بهترین بازیکن تازه کار در سال (۲۰۱۶).[۷]

رتبه ۱۱۴ در بین ۵۰۰ کشتی گیر برتر در PWI ۵۰۰ در سال ۲۰۰۷ قرار گرفت.